# 三ツ頭山 (徳島県)
三ツ頭山（みつがしらやま）は、徳島県美馬市にある山。標高は641.2m。

## 地理
旧美馬郡穴吹町の北西部に位置。穴吹町南端の八面山から北方に延びる山脈が吉野川の岸に達して東西に広がるT字型の山地域をなす。この山はT次の右上に相当する。
西方約2kmの地点に高丸がある。高丸から三ツ頭山へは雄大な台形をなす山地である。
山頂付近は東西1kmにわたって3つのピークがある。頂上に剣山神社が祀られている。登山道はJR小島駅・穴吹駅付近から通じている。